# Canal Raudoja-Aavoja
Le canal Raudoja–Aavoja (en estonien : Raudoja–Aavoja kanal) ou  canal Soodla-Aavoja (en estonien : Soodla-Aavoja kanal) est un canal dans le comté de Harju en Estonie.

## Présentation
Le canal Raudoja-Aavoja est situé dans la commune d'Anija.
Le canal part du réservoir de Raudoja et se jette dans le réservoir de Aavoja.
Le canal fait partie du système d'approvisionnement en eau de Tallinn,.

## Caractéristiques et débit du canal
Le canal sert a acheminer l'eau de la rivière Soodla au lac artificiel de Aavoja.
De là, l'eau est ensuite acheminée vers le réservoir de Kaunissaare qui est construit sur le fleuve Jägala.
Le canal est construit pour s'écouler d'abord vers le sud sur 1,3 kilomètres, puis il tourne vers l'ouest et après quelques kilomètres, il tourne à nouveau vers le sud.
Le canal fait plusieurs virages à des degrés divers puis descend à Aruoja, à l'extrémité nord du réservoir de Aruoja.
À une certaine époque, le ruisseau Auroja était un affluent de l'Aavoja, mais maintenant le réservoir de Aruoja est pompé vers le réservoir de Aavoja.

## Histoire
Le canal a été construit en 1984.